# Цойленрода-Трібес
Цойленрода-Трібес (нім. Zeulenroda-Triebes) — місто в Німеччині, розташоване в землі Тюрингія. Входить до складу району Грайц.
Площа — 134,72 км2. Населення становить 16 021 ос. (станом на 31 грудня 2021).